# جانی رینگو (مجموعه تلویزیونی)
جانی رینگو (انگلیسی: Johnny Ringo) نام یک مجموعهٔ تلویزیونی وسترن آمریکایی است که از سال ۱۹۵۹ تا ۱۹۶۰ میلادی توسط شبکهٔ سی‌بی‌اس به روی آنتن رفت.
داستانِ این مجموعه تلویزیونی، اقتباسی آزاد از زندگی قانون‌شکن و یاغیِ مشهور «جانی رینگو» است.
این مجموعه تلویزیونی، در سال ۱۳۵۲ خورشیدی، با دوبلهٔ فارسی از تلویزیون ملی ایران پخش شد.